# 감녕

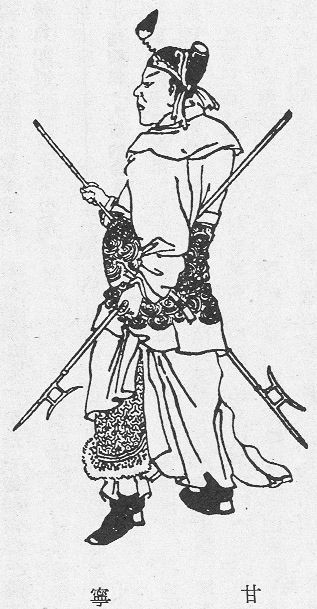
감녕

감녕(甘寧, ? ~ 219년)은 중국 후한 말기의 군인으로, 자는 흥패(興霸)이며 익주 파군 임강현(臨江縣) 사람이다. 임강현은 오늘날 충칭시 중 현 지역이다.

## 생애

### 익주의 토호
선조는 원래 남양군 사람인데 파군으로 이주해 왔다고 한다. 처음에는 계연, 군승을 지냈으나 곧 관직을 버렸다. 젊은 시절부터 호협하여, 동네 무뢰한들을 이끌고 지역 자경단과 같은 조직을 꾸려 범죄 사건 등이 일어나면 범인 체포와 처벌을 행하여 치안을 유지했다. 또한 조정의 관리라도 자신들을 존중하고 후하게 대접하는 자와는 함께 즐겼고, 그렇지 않는 자는 부하들을 시켜 혼내주는 등 방약무인으로 날뛰었다. 이런 행위를 20여 년간 지속했다. 물소 꼬리로 만든 깃발을 등에 지고, 손에는 활 등을 들고, 허리에는 방울을 달고 있었으므로 사람들은 방울 소리만 듣고도 그들이 찾아온 것을 알았다고 한다. 그뿐만 아니라 그는 성격이 포악하여 사람을 죽이기를 좋아했다. 성격이 저런데다가 싸움을 엄청나게 잘해 익주에서는 공포의 대상이었다.

### 익주를 떠나다
유언(劉焉)이 사망하자 조정에서는 유언의 후임 익주목을 파견했다. 하지만 유장(劉璋)은 후임 익주목이 될 사람을 감금시키고 자신이 익주목을 승계했다. 이에 감녕이 반발해서 조정에서 파견한 사람을 익주목으로 삼기 위해서 반란을 일으켰지만 유장에게 진압당한 뒤 형주 방향으로 야반도주했다. 익주를 떠나서 형주에 도착한 뒤에는 형주목 유표(劉表)를 따른다. 삼국지의 본전에서는 “공격하여 탈취하기를 그만두고 제자백가의 책을 읽었으며 유표에게 가 의탁했다.”라고 익주를 떠나 유표에게 간 경위를 서술했다. 그러나 《영웅기》에서는 감녕이 형주로 간 원인을 다르게 말하고 있다. 이에 따르면, 처음에 감녕은 익주목 유언이 죽은 후 익주의 토호 출신 조위가 옹립하여 유언을 대신해 자사가 된 유언의 아들 유장(劉璋)을 섬겼다. 그러나 조정에서 호모를 유장 대신 자사로 삼아 내려보내자, 동료 심미(沈彌)·누발(婁發) 및 형주별가(荊州別駕) 유합(劉闔) 등과 함께 손을 잡고 반란을 일으켜 유장을 공격했고, 패하여 형주로 달아났다.
남양에 주둔하다가 유표에게 중용되지 않아 황조에게로 갔다. 《오서》에서는 유표가 유학자라 군사에 익숙하지 못해 감녕이 이를 보고 주변의 영향으로 갑자기 무너질 것이라 염려하여 유표를 떠났고, 원래 오나라로 오려 했으나 황조가 하구를 막고 있어서 황조를 섬겼다고 한다. 그런데 황조도 감녕을 예우해 주지 않았다.
손권(孫權)이 공격해 오고 황조의 군사가 패주할 때, 감녕이 손권의 부하 능조(凌操)를 사살해 황조를 사로잡힐 위기에서 구해냈음에도 황조의 대우는 바뀌지 않았다. 황조의 부하 소비(蘇飛)는 자주 황조에게 감녕을 중용하도록 진언했지만, 황조는 오히려 감녕이 거느린 객들을 유인해 흩어지게 했다. 감녕은 소비에게 불우한 처지를 한탄했고, 소비는 황조에게 말해 감녕을 주(邾)의 현장으로 삼아 원하거든 다른 곳으로 가도록 했다.

### 오나라에 등용되다
감녕은 소비가 제공한 기회를 이용하여 손권의 밑으로 들어갔고, 주유(周瑜)와 여몽(呂蒙)의 추천으로 손권의 기존 신하들과 같은 대우를 받았다. 감녕은 손권에게 먼저 노쇠한 황조를 치고, 더 나아가서 유표의 후사가 될 아들들의 유약함을 틈타 형주를 아우르며, 나아가 익주까지 엿보자고 진언했다. 손권은 이 말을 받아들였고, 장소가 반대하자 반박했다. 마침내 손권이 황조를 토벌하여 원수를 갚음과 함께 강하 지역을 손아귀에 넣자, 감녕에게 병사를 주어 당구에 주둔하게 했다. 그런데 소비가 체포되어 처형당할 위기에 처하자 감녕이 손권 앞에서 무릎을 꿇고 마루에 머리를 쳐서 피를 흘리며 소비의 구명을 호소해 옛 은덕에 보답했다.
그 후로도 감녕은 담력과 기지를 이용해 뛰어난 군사 능력을 발휘하였다. 적벽 전투가 끝나고 주유가 남군의 조인(曹仁)과 싸웠지만 아직 성을 함락시키지 못하고 있을 때, 감녕은 이릉성을 탈취하지만 곧바로 조인이 보낸 몇 배나 되는 적군에게 포위당하게 되었다. 병사들이 모두들 두려움에 떨고 있었는데 감녕만은 태연자약하게 있으면서 주유에게 도움을 요청했고, 주유가 와 포위를 풀었다.
훗날, 손권이 장사, 영릉, 계양 3군을 탈취한 일로 노숙(魯肅)이 관우(關羽)와 익양에서 대치하게 되었을 때 이를 수행했다. 당시 관우가 호왈 3만 명의 병사를 이끌고, 그중 정예 5천을 가려내어 밤을 틈타 냇물을 건너겠다고 했다. 감녕은 당시 병사 3백을 거느리고 있었는데, 노숙에게 병사 5백을 요청하여 관우에게 대항하겠다고 말해 노숙이 가려 뽑은 병사 1천을 받아 그 날 밤 가니 관우는 강을 건너지 못했다. 감녕은 관우가 강을 건너지 못할 것이며 건너면 반드시 사로잡는다고 자신했는데, 과연 관우는 함부로 강을 건너지 못하고 그 자리에서 땔나무로 진영을 만들었으니 그 이름이 관우뢰(關羽瀨)라고 한다.
유수에서 조조의 40만 대군과 대치할 때에는 부하 가운데 용감한 병사 100명 정도를 선발해 조조군에 기습을 가해 혼란을 일으킨 후 크게 승리하는데, 전투 전에 병사들을 격려하고 일일이 술잔을 따라 돌렸다. 이처럼 그는 유능한 인물을 존중하고 병사들을 아꼈기 때문에 모두들 그를 위해 기꺼이 싸웠다고 한다. 손권은 “조조에게는 장료(張遼)가 있지만, 나에게는 감녕이 있다”라고 그를 칭찬하였다.
감녕은 동료인 능통(凌統)과 자주 불화를 일으켰는데, 그 이유는 능통의 아버지인 능조를 감녕이 전사시켰기 때문이었다. 감녕에 대한 능통의 증오심 때문에 두 사람은 전장에서 공로 다툼을 벌였고 손권이 이를 중재해 화해시키는 일이 잦았다고 한다. 하지만 합비전투에서 능통이 손권을 구출하는 과정에서 악진(樂進)을 만나 고전하여 죽게 될 위기에 몰리자 감녕이 악진을 물리치고 능통을 구출해주어 능통은 감녕과 화해한다.
감녕은 이릉대전이 발발하기 3년 전인 219년 노환으로 사망했다.

## 《삼국지연의》 속 감녕
감녕은 머리에 촉한의 사마가(沙摩柯)가 쏜 화살에 맞고 부지구의 큰 나무 밑에서 죽고, 이때 나무에 있던 수백 마리의 까마귀가 그의 시신을 에워싸고 지켜주었다는 내용이 있다. 그러나 이것은 어디까지나 각색일 뿐 정사에는 사마가가 감녕을 죽였다는 내용은 없다.
그 뒤 감녕을 기리는 사당이 세워지고, 바닷길의 안전을 기원하며 고깃덩어리를 던지면 까마귀가 공중에서 받아먹는다는 전설이 생겨났다.

## 출생연도
유언이 사망한 194년에 이미 자경단으로 20년 이상 활약했다는 기록이 있으므로 적어도 174년에 최소 20살 이상이다. 그렇기 때문에 154년 이전 출생은 확실하며 이는 155년 생인 조조보다 나이가 많은 것이다.

## 능력
감녕은 무뢰배로 지내온 이력과는 달리 의외로 문무겸비의 재원이었다.
감녕이 계책을 진술하며 말했다.
"지금 한나라는 매일매일 쇠미해져 가고 있고, 조조는 더욱더 교만해져 끝내는 제위를 찬탈하려고 할 것입니다. 남쪽의 형주 땅은 산세가 편리하고 강과 하천의 흐름이 원활하니, 진실로 우리나라 서쪽의 유리한 형세입니다.
저는 이미 유표를 관찰했는데, 그의 생각은 원대하지 않고, 자식들은 또 모자라서 기업을 계승하여 전할 수 있는 자가 아닙니다. 공께서 이것을 일찍 살펴보기만 한다면 조조의 뒤에 있을 수 없을 것입니다.
이 토지를 도모하는 계책은 응당 먼저 황조를 취하는 것입니다. 황조는 지금 연로하여 혼미함이 매우 심하고, 재물과 식량은 모두 부족하며, 수하의 사람들은 그를 속이고 재화를 탐하며, 부하 장수들의 이익을 빼앗아 장수들의 마음에는 원한이 있고, 배나 무기는 버려진 채 정리되어 있지 않으며, 농경에는 게으르고 군대에는 엄한 규율이 없습니다. 공께서 만일 지금 간다면 그들의 패배는 필연적인 것입니다. 일단, 황조의 군대를 파괴하고 북을 치며 서쪽으로 진군합니다. 서쪽에서 초관(楚關)을 점거하여 대세를 넓히면 즉시 점차적으로 파군과 촉군을 도모할 수 있을 것입니다."
손권은 그의 의견을 칭찬하고 받아들였다. 장소는 그 당시 자리에 있었는데, 그를 비난하며 다음과 같이 말했다.
"오나라는 현재 형세가 위급한데, 만일 군대가 과감히 출동한다면 아마도 반드시 어지럽게 될 것이오."
감녕은 장소에게 말했다.

"나라에서는 소하(蕭何)의 임무를 그대에게 맡겼거늘, 그대는 남아서 지키면서 혼란을 걱정하고 있으니, 어찌 고인을 배우기를 바라시오?"— 《삼국지》, 〈오서 감녕전〉

## 여몽과의 일화
감녕의 주방에서 일하는 어린이가 일찍이 허물이 있자 여몽에게로 달려가 투항했다. 여몽은 감녕이 그 아이를 죽일 것이 두려웠기 때문에 즉시 돌려보내지 않았다.
후에 감녕이 예물을 갖고 여몽의 모친을 배알하고 직접 모친과 당에 오른 후에야 비로소 주방의 어린이를 감녕에게 돌려보냈다. 감녕은 여몽에게 그 아이를 죽이지 않겠다고 응답했다.
잠시 후, 배로 돌아오자 그 아이를 뽕나무에 묶어놓고 직접 활을 당겨 쏘아 죽였다. 일을 마친 후, 뱃사람들에게 명하여 배의 닻줄을 내리도록 하고, 옷을 벗고 배 안에 누웠다.
여몽은 매우 노여워하며, 북을 쳐서 병사들을 모아 배로 가서 감녕을 공격하려고 했다. 감녕은 이 소식을 들었지만, 고의로 누운 채 일어나지 않았다.
여몽의 모친은 맨발로 달려 나와서 여몽에게 이렇게 권했다.
"황상께서는 너를 육친처럼 대우하고 국가의 대사를 너에게 위탁하셨는데 어떻게 사사로운 노여움 때문에 감녕을 공격하여 죽이려 하느냐? 감녕이 죽은 날, 설령 황상께서 힐문하지 않더라도 네 행동이 신하된 자로서 법도에 부합되겠느냐."
여몽은 평소 지극한 효자였으므로 어머니의 말을 듣고는 즉시 허물을 명백히 하고 마음속의 원한도 사그라졌다. 그는 직접 감녕의 배로 와서 웃으며 이렇게 외쳤다.
"흥패, 어머니께서 그대를 식사에 초대하셨으니 빨리 올라오시오!"
감녕은 눈물을 흘리고 흐느끼며 말했다.
"그대를 저버렸소."

감녕은 여몽과 함께 돌아와 여몽의 어머니를 보고 온종일 즐겁게 지냈다.— 《삼국지》, 〈오서 감녕전〉

## 같이 보기
- 삼국지 인물 목록